# Kleine Wunden
Kleine Wunden ist ein französisches Liebesdrama von Pascal Bonitzer aus dem Jahr 2003.

## Handlung
Bruno Beckmann ist überzeugter Kommunist und verteilt regelmäßig Zeitungen der Partei auf den Straßen von Paris. Er beginnt eine Affäre mit der deutlich jüngeren Nathalie, weswegen seine Frau Gaëlle ihn für einige Zeit verlässt und zu ihrer Mutter geht. Bruno ist verzweifelt, doch selbst als er Gaëlle droht, sich die Finger abzuschneiden, ist sie nicht gerührt. Er fügt sich dennoch einen Schnitt zu. Bruno nimmt Nathalie mit zu seinem Onkel Gérard. Dort hört die junge Frau in einem Nebenzimmer, wie Bruno mit Gérards Frau Anne über sie spricht und deutlich macht, dass er sie eigentlich unreif und wenig anziehend findet. Nathalie bricht zusammen und fährt kurz darauf mit Gérards Sohn Simon davon. Gérard ist Bürgermeister der Kleinstadt Chavenage und sorgt sich um seine Wiederwahl. Zudem befürchtet er, dass seine Frau eine Affäre mit ihrem Arzt Verekher hat. Bruno soll ihm auf seinen Wunsch hin einen Brief von Gérard überbringen, in dem dieser deutliche Worte findet. Bruno stimmt zu, droht Gérard doch, sich andernfalls mit einer Pistole das Leben zu nehmen. Bruno nimmt die Waffe vorsichtshalber an sich und übergibt sie kurz darauf an Fromager, einen Vertrauten Gérards. Fromagers Frau Mathilde ist Gérards Sekretärin und begleitet Bruno gelegentlich im Auto.
Bruno hat auf dem Weg zu Verekher eine Panne und geht den Weg zu seinem Anwesen zu Fuß. Er verletzt sich an den Zweigen der Bäume und erscheint vollkommen derangiert bei Verekhers Haus. Bruno trifft bei Verekher einen früheren Freund wieder und auch Verekhers Stieftochter Béatrice. Als Verekher kurz erwacht, übergibt Bruno ihm den Brief. Verekher ist außer sich und will bis zum nächsten Tag eine Antwort verfassen, weswegen Bruno im Haus übernachtet. Er unternimmt mit Béatrice eine abendliche Ausfahrt. Sollte sie eigentlich nur dazu dienen, den Abfall zur nächsten Straßenecke zu bringen, sind beide am Ende die ganze Nacht unterwegs. Bruno fühlt sich immer stärker zu Béatrice hingezogen, die ihn jedoch nach kurzer Annäherung stets zurückweist. Sie will keine flüchtige Beziehung und keinen schnellen Sex, sondern mehr. Gleichzeitig kann sie keine ernste Beziehung beginnen, weil sie verheiratet ist – mit Verekher, mit dem sie bereits zu Lebzeiten ihrer von einigen Jahren verstorbenen Mutter eine Affäre hatte. Sie fragt Bruno, ob er aus Liebe ihren Mann umbringen würde, doch er lehnt zunächst ab. Als er erkennt, dass er anders nicht mit ihr zusammen sein kann, dreht er Verekher heimlich die Sauerstoffflasche zu. Am nächsten Morgen sind Verekher und Béatrice bereits außer Haus gegangen, als Bruno erwacht. Ein von Gérard geschicktes Auto erwartet Bruno, sodass er abreist, ohne Béatrice noch einmal gesehen zu haben.
Bruno lässt sich zum Flughafen fahren, wo er Gaëlle begrüßen will. Die ist jedoch nicht allein gelandet, sondern hat ihren neuen Geliebten mit nach Paris gebracht. Sie bittet Bruno, zu gehen. Er wiederum verführt aus Verzweiflung Mathilde, die wie immer mit im Wagen sitzt. Beide werden unterbrochen, als ihnen per Telefon mitgeteilt wird, dass Nathalie und Simon einen Unfall hatten. Bruno besucht Nathalie im Krankenhaus, doch es wird klar, dass sich beide nicht mehr viel zu sagen haben. Kurz darauf zieht Mathilde Bruno in den Park des Krankenhauses und beide küssen sich. Plötzlich erscheint Béatrice: Sie war am Morgen mit Verekher ins Krankenhaus gefahren, weil sich sein Gesundheitszustand über Nacht verschlechtert hatte. Bruno ignoriert Mathilde sofort und gesteht Béatrice seine Liebe. Sie weist ihn ab. Bruno bleibt allein zurück, sieht jedoch plötzlich Fromager vor sich, der erkannt hat, dass Bruno seine Frau verführen wollte. Er schießt mit Gérards Waffe auf ihn und Bruno bricht im Schnee zusammen. Einige Zeit später findet Verekhers Beerdigung statt. Bruno durfte gerade das Krankenhaus verlassen und will neu beginnen. Er hat sich einen Vollbart wachsen lassen und kommt zur Beerdigung. Auf Béatrices leichte Flirts geht er nicht ein. Er sagt ihr nicht „Auf Wiedersehen“, sondern „Adieu“, und lehnt es auch ab, von ihr nach Hause gefahren zu werden. Sie bleibt allein zurück.

## Produktion
Kleine Wunden wurde in Paris, Grenoble und Lyon sowie in Corps, Isère, gedreht. Weitere Szenen entstanden in den französischen Alpen, unter anderem unweit von La Salette-Fallavaux. Die Kostüme schuf Pascaline Chavanne, die Filmbauten stammten von Emmanuel de Chauvigny. Die Produktionskosten beliefen sich auf 6,5 Millionen Euro.
Der Film feierte am 12. Februar 2003 auf der Berlinale Premiere und lief gleichzeitig in den französischen Kinos an. In Frankreich sahen 192.297 Zuschauer den Film im Kino. Eine deutschlandweite Ausstrahlung erfolgte weder im Kino noch im Fernsehen.

## Kritik
BBC Films nannte Kleine Wunden eine weitere bizarre Komödie des Regisseurs Bonitzer, die eine traumähnliche Logik und weniger einen stringenten Plot besitze. Kritisiert wurde, dass der Film kaum berühre und wenig Emotionen transportiere.
Für satt.org war Kleine Wunden ein „leiser, langsamer, aber sympathischer Film, der seine Aussagen versteckt, aber durch die Anknüpfungspunkte am Leben jedes einzelnen Zuschauers an Bedeutung gewinnt.“

## Auszeichnungen
Auf der Berlinale 2003 lief der Film im Wettbewerb um den Goldenen Bären. Daniel Auteuil gewann 2004 für Kleine Wunden einen Étoile d’Or in der Kategorie „Bester Hauptdarsteller“.